# Sami Hyypiä
Sami Tuomas Hyypiä (Porvoo, 7 d'octubre de 1973) és un entrenador i ex jugador de futbol finlandès. Actualment dirigeix el Bayer Leverkusen de la Bundesliga com a entrenador, després d'haver jugat amb el mateix Bayer Leverkusen amb el dorsal 4 fins al 2011. Hyypiä va ser internacional amb selecció de futbol de Finlàndia en 105 ocasions d'ençà que debutés l'any 1992 i amb la qual va marcar 5 gols fins que es va retirar el 2010. És el tercer jugador amb més internacionalitats de Finlàndia.
La temporada 2012-13 va fer-se càrrec del Bayer Leverkusen com a entrenador.

## Palmarès
MyPa
- 2 Copes de Finlàndia: 1991-92, 1994-95

Liverpool FC
- 1 Lliga de Campions de la UEFA: 2004-05
- 1 Lliga Europa de la UEFA: 2000-01
- 2 Supercopes d'Europa: 2001, 2005
- 2 FA Cup: 2000-01, 2005-06
- 2 League Cup: 2000-01, 2002-03
- 2 Community Shield: 2001, 2006

Selecció finlandesa
- 1 Campionat nòrdic: 2000-01[2][3]

### Individual
- Equip de l'any de la UEFA: 2001[4]
- Equip de l'any per l'ESM: 2000-01[5]
- Jugador de la temporada del Liverpool FC: 2001-02[6]
- Esportista finlandès de l'any: 2001[7]
- Jugador del mes de la Premier League: novembre 1999[8]
- Futbolista finlandès de l'any: 1999, 2000, 2001, 2002, 2003, 2005, 2006, 2008, 2009, 2010[9]
- Equip de la temporada de la Bundesliga per la revista kicker: 2009-10